# 치평초등학교
치평초등학교는 대한민국 광주광역시 서구에 있는 초등학교다.

## 학교 연혁
- 2000년 3월 23일 학교 설립 인가
- 2001년 3월 1일 제1대 박주철 교장 취임
- 2001년 3월 1일 치평초등학교 개교(34학급)
- 2001년 3월 26일 치평초등학교 병설유치원 개원(1학급 35명)
- 2003년 10월 17일 교육인적자원부 지정 교육과정 편성운영 연구학교 보고
- 2004년 2월 20일 제3회 215명 졸업(514명)
- 2005년 9월 1일 제2대 이재희 교장 취임
- 2006년 2월 17일 제5회 272명 졸업(1,057명)
- 2007년 2월 15일 제6회 268명 졸업(1,325명)
- 2008년 2월 15일 제7회 258명 졸업(1,583명)
- 2008년 3월 1일 제3대 김철수 교장 취임
- 2008년 5월 31일 제37회 전국소년체육대회 배구부 우승
- 2009년 2월 12일 제8회 281명 졸업(1,864명)
- 2009년 10월 6일 교육과학기술부 지정 교과서 실험적용 연구학교 운영 보고
- 2010년 2월 11일 제9회 222명 졸업(2,086명)
- 2010년 9월 1일 제4대 김영진 교장 취임
- 2011년 2월 18일 제10회 228명 졸업(2,314명)
- 2012년 2월 16일 제11회 222명 졸업(2536명)
- 2012년 10월 18일 광주광역시교육청 지정 자율과제 실천 연구학교 운영 보고
- 2013년 2월 18일 제12회 196명 졸업(2732명)
- 2013년 5월 28일 제42회 전국소년체육대회 배구부 우승
- 2014년 2월 18일 제13회 188명 졸업(2920명)
- 2014년 9월 1일 제5대 오윤재 교장 취임
- 2015년 2월 17일 제14회 130명 졸업(3,050명)